# 查亞峰
查亞峰（Puncak Jaya）有時稱為卡茲登茲峰（Mount Carstensz）或卡茲登茲金字塔（Carstensz Pyramid），位於印尼巴布亞省顶峰县西南，是橫亙新幾內亞西半的蘇迪曼山脈及毛克山脈的一座山峰。在印尼阿蒙梅（Amungme）部落的語言裡查亞峰被稱為Nemangkawi、Carstensz Toppen或Gunung Sukarno。
查亞峰海拔4,884公尺，是印尼、新幾內亞、马来群岛以至大洋洲最高峰。查亞峰是喜馬拉雅山及安地斯山之外的最高點，同時也是世界上最高的島嶼山峰。查亞峰舊測量海拔5,030公尺。

## 歷史
查亞峰附近的地區在歐洲人抵達之前就已經有人居住。當地阿蒙人稱此山為Nemangkawi。
1623年的一個異常晴朗的日子，荷蘭探險家卡茲登茲（Jan Carstensz）首次觀測到查亞峰上的冰河，他回到歐洲後公開這個觀測發現，但因為許多人不相信在赤道附近會看到雪而取笑他。卡茲登茲金字塔這個名稱也因卡茲登茲而得名，目前仍有一些登山者會用它來稱呼查亞峰。雖然荷蘭探險家亨德里克斯·艾爾伯圖斯·勞倫茲（Hendrikus Albertus Lorentz）與6位從婆羅洲招募來的肯雅族人（Kenyah）早在1909年就抵達了查亞峰上的雪原，不過直到1962年，由奧地利登山運動員海因里希·哈勒領導的四人登山隊才首次成功登頂。哈勒是名著《西藏七年》的作者，他也是1938年首四位征服艾格峰北壁並成功登頂的其中一人。
印尼在1960年代統治新幾內亞後，查亞峰被改稱為蘇卡諾峰（Sukarno Peak），以紀念首任總統蘇卡諾。後來又更名為查亞峰，在印尼語中，Puncak意為山峰，而Jaya則是勝利、偉大之意。

## 路線
想要攀登查亞峰必須獲得印尼政府的許可。查亞峰曾在1995年至2005年之間禁止遊客或登山家進入。2006年後開放，登山家可以從不同的登山路線來攻頂。

## 冰河

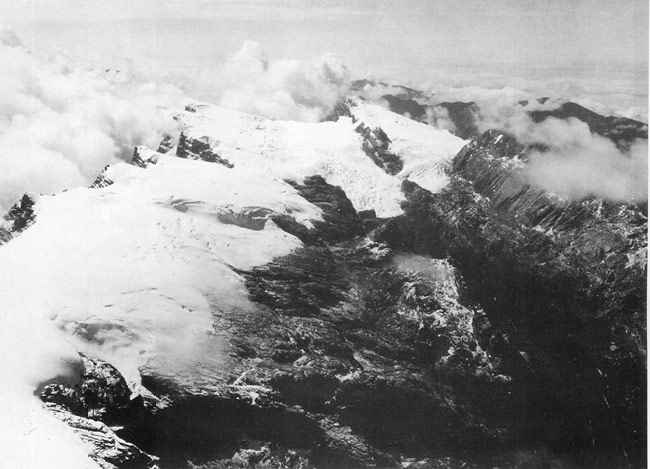
查亞峰的冰帽，攝於1936年

查亞峰高海拔處由冰所覆蓋，山坡上則有幾條冰河流過，包括卡茲登茲冰河。因為位在赤道附近，所以平均溫度變化很小（大約0.5°C），冰河的移動也很緩慢。不過根據歷史紀錄來分析這些位在赤道的冰河後，得知它們的範圍從1850年以來逐漸縮小，顯示這個地區從1850年至1972年間溫度上升約0.6°C。
同樣位於毛克山脈的威廉敏娜山上的冰河在1939年至1962年間曾短暫的消失。從1970年開始，衛星照片顯示查亞峰的冰河正在快速的消失。其中Meren冰河在1994年與2000年之間已經完全融化，現在的山峰已經沒有冰帽。

## 攀登

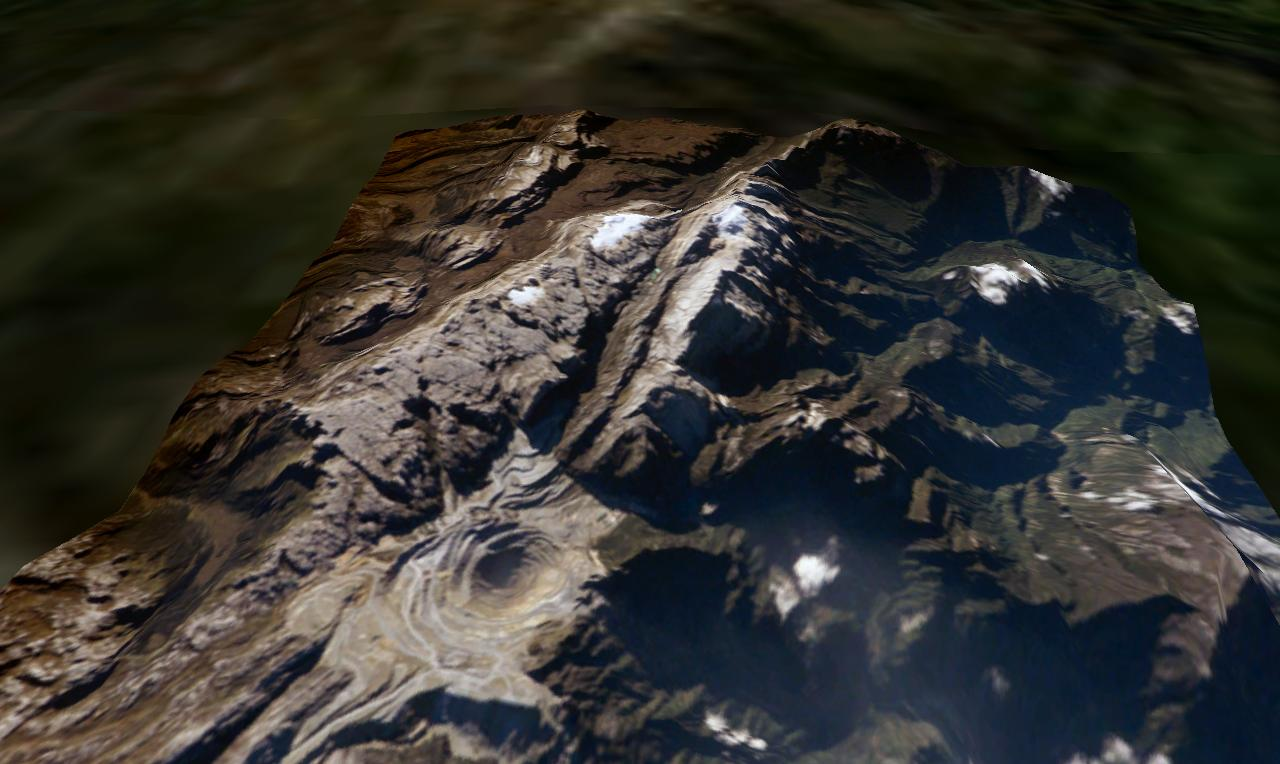
查亞峰附近地區，攝於2005年中旬

查亞峰是七大洲最高峰之一（在其他版本中大洋洲最高峰則以澳洲的科修斯科山代替）。雖然是世界七大高峰之中海拔最低的一座，但卻不代表成功登頂是一件易事。攀登查亞峰極度講求攀者的技術，體能要求反而其次。
標準攀登路線是從查亞峰的北側，沿著山脊登頂，這條路線全都是堅硬岩石。雖然巨型礦場格拉斯伯格礦場就在山峰的附近，但是這個地區對於攀登者與社會大眾來說仍然相當不容易接近：查亞峰大本營距離最近的主要機場位於南邊的城鎮蒂米卡，從這裡需要再轉乘小型飛機飛越查亞峰，在山腳下一座小村落的簡陋跑道著陸後，然後再耗時五天穿過茂密的熱帶雨林，途中還要面對常年的降雨，才能抵達登山大本營。假如在途中發生意外或受傷，直昇機亦難以抵達救援。傷病者需自行徒步跨越濕漉的險地求援。這也使得前往查亞峰的路途是攀登世界七大高峰之中最痛苦的。
即使由大本營回程下山也要三至四天時間，攀山者很多時候都是在下山時因體力透支和難以在濕滑的地形控制行進速度而受傷的。

## 外部連結
- Puncak Jaya on Peakware （页面存档备份，存于）
- Puncak Jaya on Peakbagger （页面存档备份，存于）
- Information for climbers （页面存档备份，存于）
- Carstensz Pyramid Expeditions
- Carstensz Pyramid Team for Expedition Trip to Carstensz Pyramid